# Accounts of Chemical Research
Accounts of Chemical Research is een wetenschappelijk tijdschrift met peer review, dat wordt uitgegeven door de American Chemical Society. De naam wordt gewoonlijk afgekort tot Acc. Chem. Res. Het tijdschrift publiceert overzichtsartikelen uit de scheikunde en de biochemie.
Accounts of Chemical Research werd opgericht in 1968. In 2017 bedroeg de impactfactor van het tijdschrift 20,955.